# 紅帶擬隆頭魚
紅帶擬隆頭魚，為輻鰭魚綱鱸形目隆頭魚亞目隆頭魚科的其中一種，分布於西澳大利亞南部海域，棲息深度10-25公尺，體長可達17.2公分，棲息在岩石底質、海草生長的海域，生活習性不明。

## 擴展閱讀
維基物種上的相關：紅帶擬隆頭魚